# Adetomyrma venatrix
Adetomyrma venatrix es una especie de hormiga endémica de Madagascar que se encuentra en peligro crítico de extinción. Los trabajadores de esta especie son ciegos. La especie fue descrita como la 'especie tipo' de Adetomyrma en 1994, con el género siendo un miembro atípico de su tribu.